# 25231 Naylor
25231 Naylor è un asteroide della fascia principale. Scoperto nel 1998, presenta un'orbita caratterizzata da un semiasse maggiore pari a 2,5819022 UA e da un'eccentricità di 0,0852407, inclinata di 14,92343° rispetto all'eclittica.